# Kampimodromus molle
Kampimodromus molle är en spindeldjursart som först beskrevs av Edward A. Ueckermann och Loots 1985.  Kampimodromus molle ingår i släktet Kampimodromus och familjen Phytoseiidae. Inga underarter finns listade i Catalogue of Life.